# 沙馬基區
沙馬基區是阿塞拜疆的一個區，位於該國東部。面積1,611平方公里，人口85,308人。首府沙馬基。
1846年設沙馬基省，是沙俄在阿塞拜疆東部的中心，後因1859年地震關係搬到巴庫。1930年設區。